# Artašat
Artašat (armenski: Արտաշատ, helenizirano kao Artaxata) je grad na rijeci Araks u dolini Ararat, te glavni grad pokrajine Ararat u Armaniji. 
Predstavlja jedan od najstarijih gradova u Armeniji. Smješten je na sjecištu željezničkih pruga Erevan – Nahičevan – Baku i Nahičevan – Tabriz te cesti Erevan Goris – Stepanakert. Ime grada potječe od iranskog izraza "radost".
Današnji Artašat je grad srednje veličine s oko 35.100 stanovnika. Nalazi se oko 5 km sjeverozapadno od lokacije antičkoga grada. Od godine 2004. u njemu traje program izgradnje novih stambenih naselja.
U gradu postoji šest gimnazija, glazbena, umjetnička i sportska škola, kazalište nazvan po Amou Harazjanu, umjetnički centar nazvan po Charlesu Aznavouru, lokalna TV-stanica i nekoliko novina. 